# Wibaux
Wibaux è una città degli Stati Uniti d'America situata nel Montana, nella Contea di Wibaux, della quale è anche il capoluogo.